# 말벌
말벌(영어: European hornet, 학명: Vespa crabro 베스파 크라브로[*])은 말벌과 말벌아과 말벌속에 속하는 한 종으로서, 유라시아에 널리 분포한다. 유럽에 서식하는 말벌 중에서는 가장 크다. 6~10월 사이에 볼 수 있으며 사회성벌로서, 가을부터 다음 해 가을까지 군체를 형성하는 1년생이다. 이 말벌은 19세기에 유럽에서 북아메리카에 유입되어 그곳에 서식하는 유일한 말벌속의 종이 되었다.

## 아종
- Vespa crabro crabro Linnaeus, 1758
- Vespa crabro vexator Harris, 1776 - 영국 남부, 유럽 대륙 아종. 머리가 노란색을 띄어 원명아종과 구분된다.[2]
- Vespa crabro germana Christ, 1791
- Vespa crabro crabroniformis Smith, 1852 - 등무늬말벌
- Vespa crabro borealis Radoszkowski, 1863
- Vespa crabro oberthuri du Buysson, 1902
- Vespa crabro flavofasciata Cameron, 1903 - 한국, 일본, 중국 서식 아종
- Vespa crabro altaica Pérez, 1910
- Vespa crabro caspica Pérez, 1910
- Vespa crabro chinensis Birula, 1925

## 사진

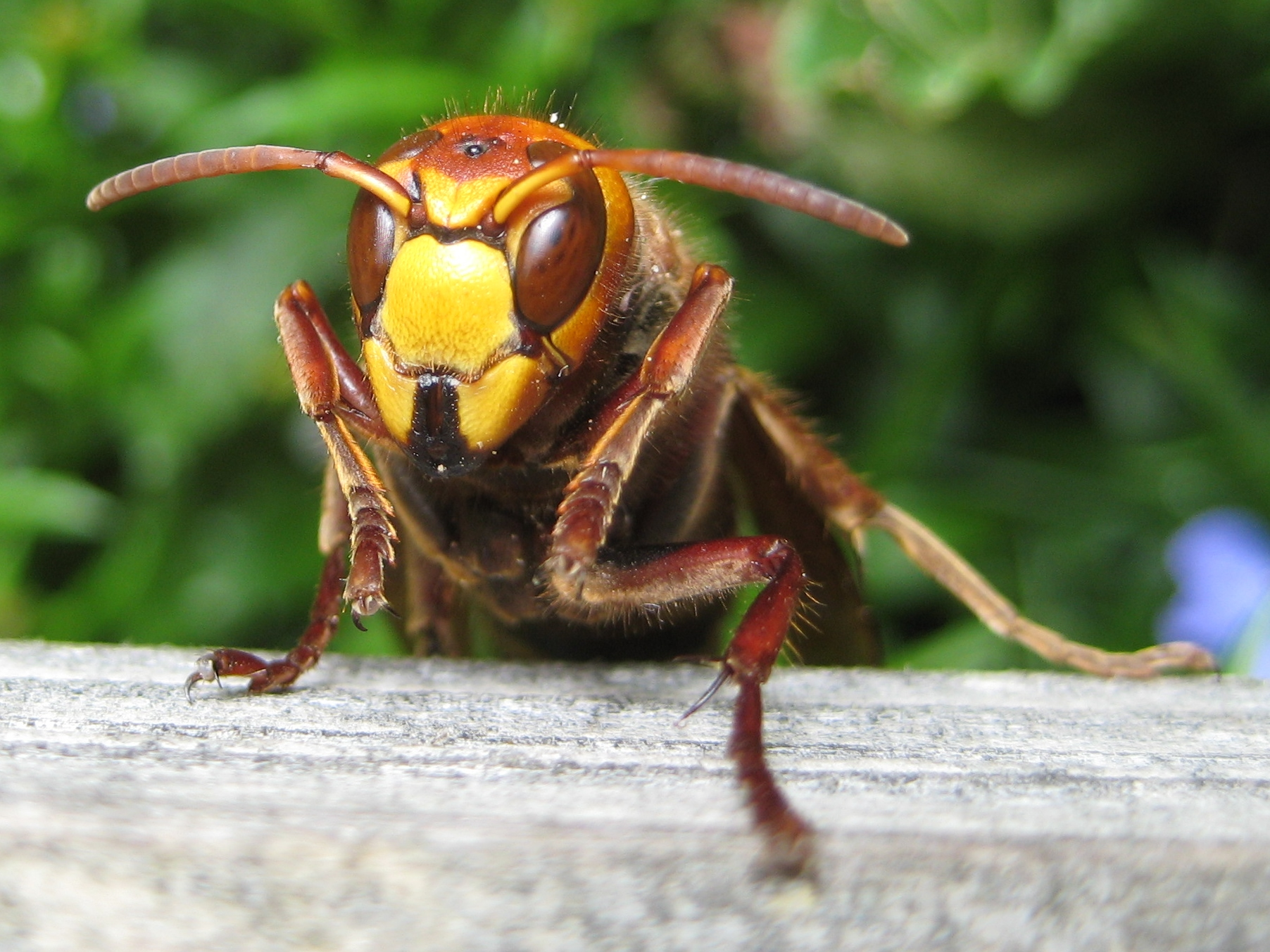
말벌의 얼굴
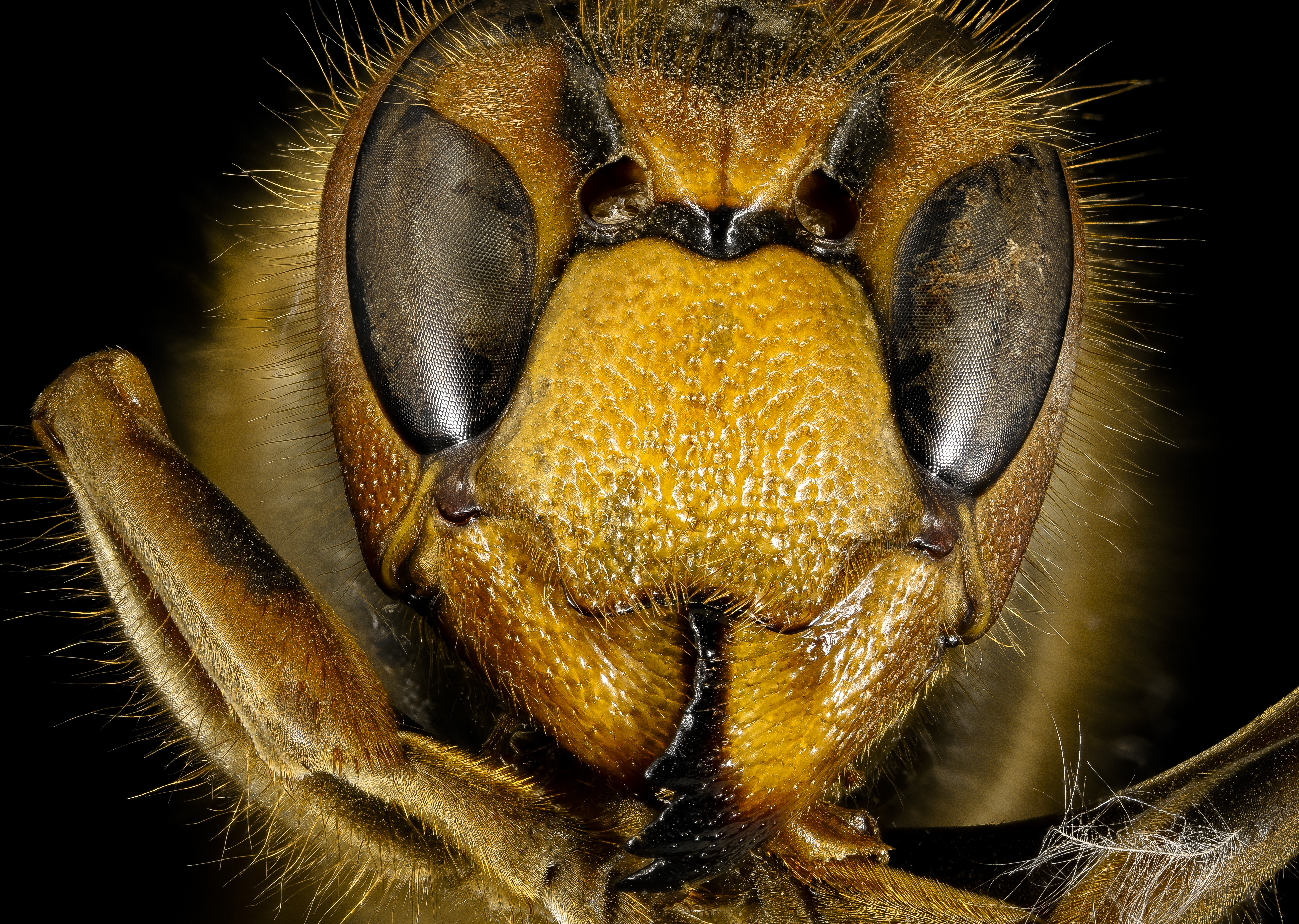
말벌의 얼굴
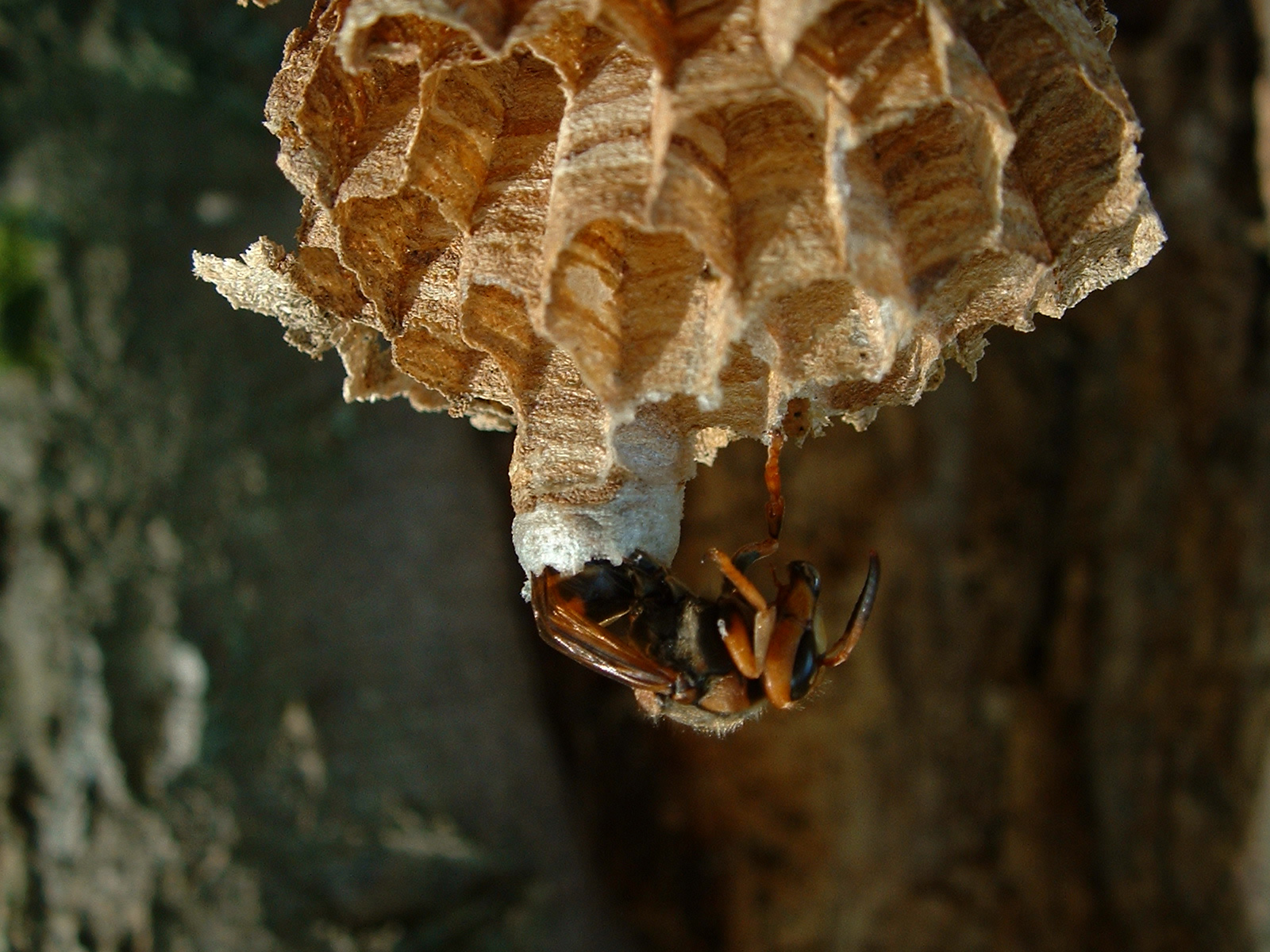
새로 태어난 말벌
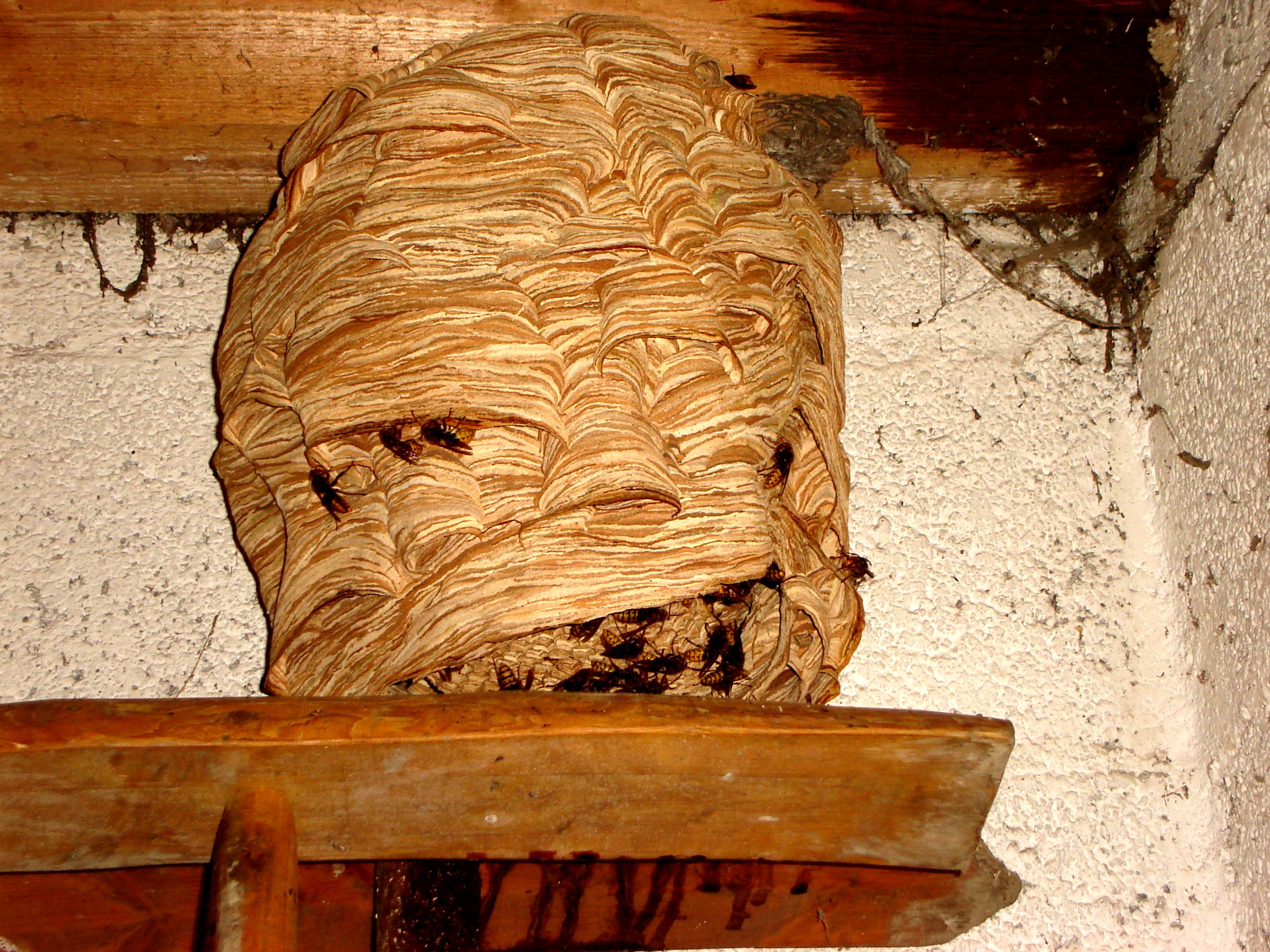
말벌의 집

## 같이 보기
- 말벌속
- 쌍살벌
- 말벌과